# 羅克里弗鎮區 (密歇根州)
羅克里弗鎮區（英語：Rock River Township）是位於美國密歇根州阿爾傑縣的一個行政鎮區。

## 地方資料
羅克里弗鎮區的面積為209.80平方千米，當中陸地面積為209.10平方千米，而水域面積為0.70平方千米。根據2010年美國人口普查的數據，當地共有人口1231人，而人口密度為每平方千米5.87人。